# Esemka
Esemka — индонезийская автомобилестроительная компания, базирующаяся в Суракарте. Бренд «Esemka» был назван аббревиатурой от словосочетания «профессиональное училище» (инд.: SMK/Sekolah Menengah Kejuruan) в знак признания усилий студентов по развитию отечественного автомобильного бренда.
С 2013 года компания Esemka выпускает, в среднем, 10 единиц внедорожников и малотоннажных грузовиков. В 2016 году компания начала коммерческое производство различных моделей автомобилей и минивэнов на своем заводе в деревне Деманган, округ Бойолали, в Центральной Яве. Официально завод был открыт 6 сентября 2019 года временным президентом Индонезии Джоко Видодо. На момент открытия производственная мощность составляла 12000 автомобилей в год.

## История
В течение долгого времени местные компании в Индонезии пытались разрабатывать собственные автомобили, но не смогли наладить их серийное производство. Помимо Esemka, известность также получили несколько других автомобилей местного производства, в том числе Gea от государственного производителя поездов PT Industri Kereta Api (Inka), Tawon от PT Super Gasindo Jaya и Fin Komodo от PT Fin Komodo Technology. С 2018 года компания PT Kiat Mahesa Wintor Indonesia (KMWI) занимается производством транспортных средств, получивших название Mahesa.

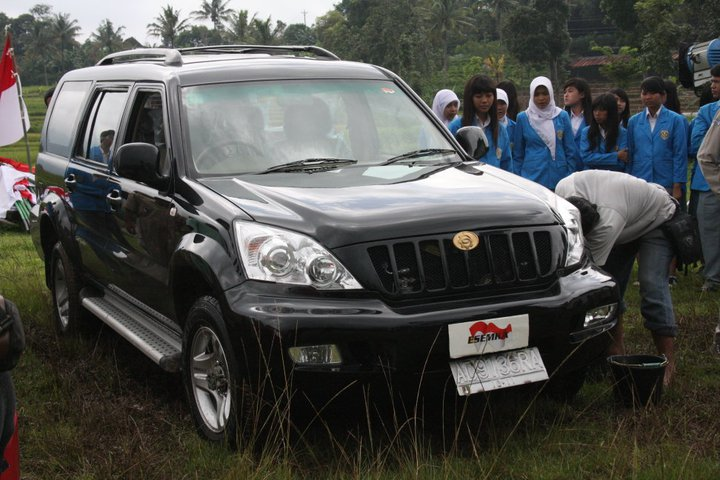
2011 Esemka Rajawali (прототип)
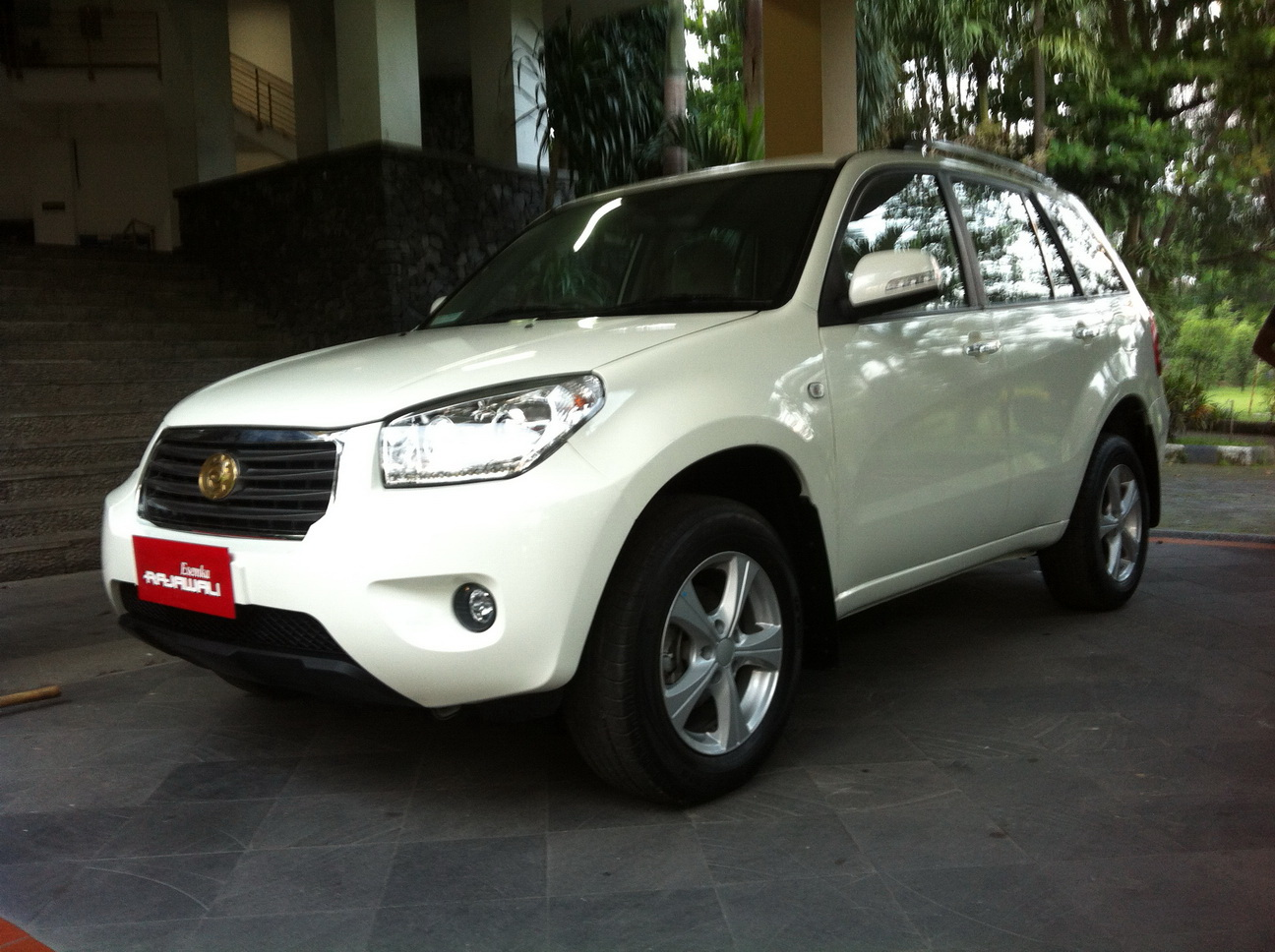
2014 Esemka Rajawali R2 (прототип на базе Chery Tiggo)
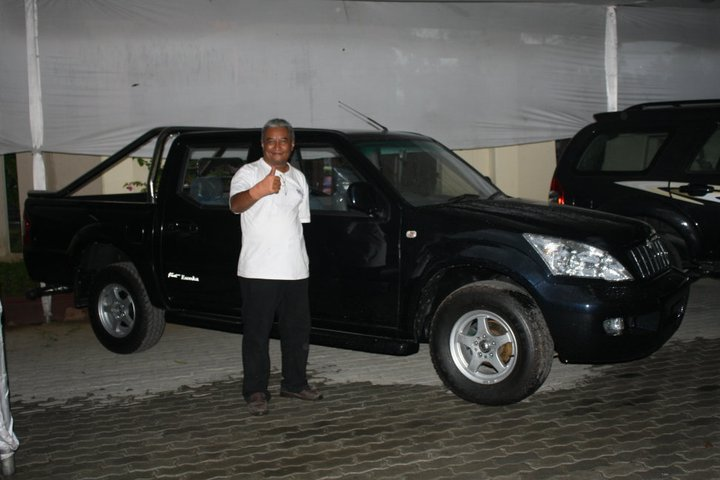
2011 Esemka Didgaya (прототип)

## Модельный ряд

### Прототипы
- Esemka Hatchback — хетчбэк (2009)[7]
- Esemka Rosa Van — фургон с компоновкой «кабина над двигателем» (2009)[8]
- Esemka Digdaya — пикап на базе Foday Lion F22 (2009, 2011, 2017)[9]
- Esemka Zhangaro — пикап с компоновкой «кабина над двигателем» (2009)[10]
- Esemka Rajawali — SUV на базе Foday Explorer III (2011)
- Esemka Rajawali R2 — кроссовер на базе Chery Tiggo и Jonway A380 (2012, 2014)
- Esemka Patua — пикап на базе DFSK K05/K07 (2012)[11][12]
- Esemka Bima 1.1 — пикап на базе Karry Youjin (2012)
- Esemka Garuda 1 — SUV на базе Foday Landfort (2017)[13][14]
- Esemka Borneo — фургон на базе BAW 009 (2017)[15]

### Серийные модели
- Esemka Bima 1.2/1.3/EV — пикап на базе Chana Star 5, Jinbei T30 и SRM Shineray X30LEV (2019 — настоящее время)[16][17][18][19]